# 梁溯庭
梁溯庭（英語：Christy Leung So-ting，1988年—），香港保安局局長政治助理，前媒体人，曾在亚洲电视、南華早報任职。

## 簡歷
梁溯庭出生于警察家庭，曾就读于中華基督教會基全小學、德愛中學以及香港城市大學，大学主修專業英語傳意、副修德語。2010年毕业后在德國之聲柏林總部任职记者；2012年回到香港，任职亚视新闻記者、主播。2015年加入南華早報，專責採訪香港治安新聞，其報道曾於世界報業新聞出版協會舉辦的2016年亞洲媒體獎中獲奬，及後獲香港報業公會頒發「2020年最佳新聞報道優異獎」。2022年7月，获委任保安局政治助理，为保安局首次起用非紀律部隊出身的政治助理。

## 轶事
2015年1月5日的亞洲電視《十二點半新聞》中，当时为主播的梁溯庭在播报《广州举办失恋展》新闻的引言时，说“駐廣州記者黃迪瑋感受就最深”，引发网民热议。